# Ernest Peak
Ernest Peak är en bergstopp i Kanada.   Den ligger i provinsen Alberta, i den centrala delen av landet, 3 100 km väster om huvudstaden Ottawa. Toppen på Ernest Peak är 3 498 meter över havet. Ernest Peak ingår i Rocky Mountains.
Terrängen runt Ernest Peak är huvudsakligen bergig.Trakten runt Ernest Peak är nära nog obefolkad, med mindre än två invånare per kvadratkilometer.. Det finns inga samhällen i närheten. 
Trakten runt Ernest Peak är permanent täckt av is och snö.